# Hermann Cellarius
Hermann Wilhelm Cellarius (* 11. Dezember 1815 in Aurich; † 9. Juni 1867 in Leipzig) war ein deutscher Dekorationsmaler, Zeichner und Landschaftsmaler.

## Leben und Wirken

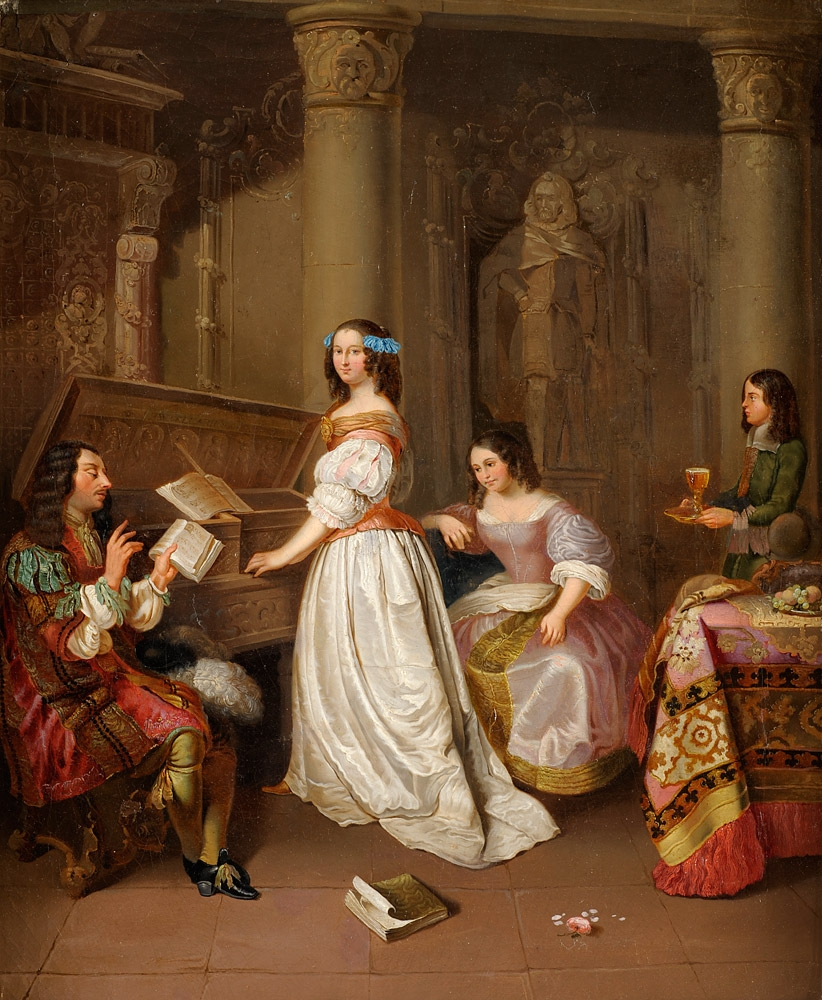
Gemälde aus dem Jahr 1845

Hermann Cellarius kam aus einer Familie von Buchdruckern, ergriff jedoch nicht den Beruf seines Vaters. Im Alter von fünfzehn Jahren begann er in Aurich eine Ausbildung als Stuben- und Dekorationsmaler. Sein Lehrherr beschäftigte ihn ab 1833 als Geselle. Nach dem Ende der dreijährigen Gesellenzeit sollte er Militärdienst leisten. Aufgrund einer Krankheit, vermutlich einer weniger schweren Form der Epilepsie, musste er den Dienst nicht antreten. Stattdessen ging er sofort auf Wanderschaft nach Sachsen. In den Folgejahren war er für mehrere Malermeister in kleinen Städten tätig. Darüber hinaus schuf er selbstständige Gemälde und Aquarelle, bevorzugt landschaftliche Motive.
Ab 1839 lebte Cellarius dauerhaft in Leipzig, wo die Wirtschaft seit dem Anschluss an den deutschen Zollverein 1833 expandierte. Daher lebten hier innerhalb weniger Jahre ein relativ viele Handelsbürger mit gutem Einkommen, die Leipzig baulich veränderten. Die Stadt wurde schnell größer und erhielt neue Straßenzüge. Die daran gelegenen, großzügig gestalteten Wohn- und Geschäftshäuser, Restaurants und Cafés benötigten viele Gestalter jeglicher Art, die Innendekorationen schufen.
Cellarius arbeitete in Leipzig zunächst als Meisterzeichner in der Tapetenfabrik Schütz. Er entwarf Muster und erhielt somit die Möglichkeit, eine später sehr gelobte, fließende Linienführung zu entwickeln und mit vielen Ornamenten zu experimentieren. Darüber hinaus erstellte er Entwürfe, vertrieb eigene Arbeiten und verzierte Räume. Da er zuverlässig und solide arbeitete, ist davon auszugehen, dass er eine äußerst sorgfältige technische Ausbildung durchlaufen hatte.
Cellarius verstand es geschickt, Formen und Farben originell zu wählen und dabei Rücksicht auf Forderungen und Vorlieben seiner Auftraggeber zu nehmen. Die Tatsache, dass er preiswert arbeitete, steigerte seine Beliebtheit. Mitte der 1840er Jahre galt er als gefragter Ausstattungskünstler. Er verzierte Decken und Wände, insbesondere in den Repräsentationszimmern bürgerlicher Häuser. Darüber hinaus bronzierte er Lampen und Öfen. Seine nicht ausschließlich privaten Auftraggeber befanden sich über Leipzig hinaus in umliegenden Kleinstädten. 1845 und 1846 erhielt er den Auftrag, die Innenwände des Rathauses von Oschatz zu dekorieren. Die Malereien sind nicht erhalten geblieben.
Cellarius verdiente als festangestellter Meisterzeichner mit Nebeneinkünften ausreichend Geld, um die Stadt Leipzig 1846 zu bitten, als Schutzbürger anerkannt zu werden. Er gehörte somit zu den in Leipzig nicht zahlreich wohnenden Wand- und Dekorationsmalern. 1847 heiratete er Johanne Friederike Kaiser, deren Vater ein Leipziger Kaffeeträger war. Seine Ehefrau arbeitete als Putzmacherin und tat dies trotz des wachsenden Einkommens ihres Ehemannes noch mehrere Jahre nach der Eheschließung. Somit half sie ihrer verwitweten Mutter und einem kranken Bruder, die in ihrem Haus wohnten.
Anfang der 1860er Jahre führte Cellarius seine künstlerisch wichtigsten Aufträge aus. Was ihn zu seinen Werken inspirierte, ist nicht dokumentiert. Er bemalte einige Innenwände des Gohliser Schlösschens, die nicht erhalten geblieben sind. Außerdem gestaltete er die Decke des Goldenen Saales im Café Felsche. Er arbeitete hier mit Tondi, allegorischen Putten und manieristisch-grotesken Dekorationen und schuf somit in Leipzig ein wichtiges Beispiel des frühen Neo-Barock französischer Art. Die Arbeiten in den Innenräumen dieses Café waren derart berühmt, dass sie bei wiederholten Neugestaltungen und Restaurierungen teilweise bis zum 20. Jahrhundert nicht entfernt wurden. Entwürfe dieser Verzierungen sind heute im Leipziger Stadtmuseum zu finden, darüber hinaus zwei Skizzenbücher sowie Landschaftszeichnungen.